# Niklaus Kaiser
Niklaus Joseph Kaiser (* 20. April 1806 in Biberist; † 3. November 1869 in Solothurn) war ein Schweizer Förster und Politiker.

## Leben

### Familie und Werdegang
Niklaus Kaiser war der Sohn des Landwirts Urs Kaiser und dessen Ehefrau Maria (geb. Schwab) aus Seewen.
Er war verheiratet und hatte mehrere Töchter und zwei Söhne.
Nach dem Besuch der Primarschule kam er nach Aarau an eine Lehranstalt, in der die Schüler in Forstwirtschaft, Geometrie und Mathematik, unter anderem von dem Schriftsteller Heinrich Zschokke, ausgebildet wurden.
1831 kehrte er nach Solothurn zurück und wurde als Geometer Fachkraft im Vermessungswesen in der Forstwirtschaft. 1839 erfolgte, nach der Revision der Forstverordnung, seine Wahl zum Oberförster.
Kaiser wurde auf dem Friedhof in Biberist beigesetzt.

### Politisches Wirken
Nach seiner Wahl zum Oberförster war Kaiser wesentlich an der Neuorganisation der Forstverwaltung im Kanton Solothurn beteiligt, die infolge der Abtretung der Wälder an die Gemeinden und der fortschrittlicheren Waldbewirtschaftung notwendig geworden war.
Von 1837 bis 1839 war er Mitglied des Kleinen Rats im Kanton Solothurn und von 1841 bis 1856 Regierungsrat und Forstdirektor; mit ihm wurde sein Freund Josef Munzinger in den Regierungsrat gewählt. 1852 schuf er die Gesetzesgrundlage für die Bezirksförsterbesoldung und 1857 das Forstgesetz. Niklaus Kaiser blieb während seiner Tätigkeit als Regierungsrat gleichzeitig im Amt des Oberförsters.
Er wurde in den Jahren 1849, 1851, 1852 und 1854 zum Landammann gewählt.
Nach 1856 blieb er nur noch im Amt des Oberförsters, bis er wegen Amtspflichtverletzungen und aus gesundheitlichen Gründen 1868 zurücktrat; ihm folgte Peter Vogt.

## Schriften (Auswahl)
- Bericht und Antrag über das Konzessionsgesuch des Hrn. Dr. Schneider, betreffend die Korrektion der Juragewässer. Solothurn: Gassmann, 1855 (Digitalisat).